# Gesvres
Gesvres é uma comuna francesa na região administrativa da Pays de la Loire, no departamento de Mayenne. Estende-se por uma área de 21,78 km². Em 2010 a comuna tinha 522 habitantes (densidade: 24 hab./km²).